# Seznam dílů seriálu Anatomie lži
Toto je seznam dílů seriálu Anatomie lži.

## Přehled řad
| Řada | Díly | Premiéra v USA | Premiéra v USA  | Premiéra v ČR  | Premiéra v ČR   |
| Řada | Díly | První díl      | Poslední díl    | První díl      | Poslední díl    |
| ---- | ---- | -------------- | --------------- | -------------- | --------------- |
| 1    | 13   | 21. ledna 2009 | 13. května 2009 | 7. března 2010 | 30. května 2010 |
| 2    | 22   | 28. září 2009  | 13. září 2010   | 9. května 2011 | 10. října 2011  |
| 3    | 13   | 4. října 2010  | 31. ledna 2011  | 17. října 2011 | 16. ledna 2012  |

## Seznam dílů

### První řada (2009)
| Č. v seriálu | Č. v řadě | Původní název     | Český název              | Režie               | Scénář                                                          | Premiéra v USA  | Premiéra v ČR   | Produkční kód |
| ------------ | --------- | ----------------- | ------------------------ | ------------------- | --------------------------------------------------------------- | --------------- | --------------- | ------------- |
| 1            | 1         | Pilot             | Pilot                    | Robert Schwentke    | Samuel Baum                                                     | 21. ledna 2009  | 7. března 2010  | 1APW79        |
| 2            | 2         | Moral Waiver      | Morální zodpovědnost     | Adam Davidson       | Josh Singer                                                     | 28. ledna 2009  | 14. března 2010 | 1APW01        |
| 3            | 3         | A Perfect Score   | Životní zkouška          | Eric Laneuville     | námět: Samuel Baum a Steven Maeda scénář: Steven Maeda          | 4. února 2009   | 21. března 2010 | 1APW04        |
| 4            | 4         | Love Always       | Dokud nás smrt nerozdělí | Tim Hunter          | námět: Tom Szentgyorgyi a Steven Maeda scénář: Tom Szentgyorgyi | 18. února 2009  | 28. března 2010 | 1APW03        |
| 5            | 5         | Unchained         | Přerušený řetěz          | Lesli Linka Glatter | Josh Singer                                                     | 4. března 2009  | 4. dubna 2010   | 1APW05        |
| 6            | 6         | Do No Harm        | Příběhy utajeného násilí | John Behring        | Jami O'Brien                                                    | 11. března 2009 | 11. dubna 2010  | 1APW06        |
| 7            | 7         | The Best Policy   | Nejlepší taktika         | Arvin Brown         | T.J. Brady a Rasheed Newson                                     | 18. března 2009 | 18. dubna 2010  | 1APW07        |
| 8            | 8         | Depraved Heart    | Zlomené srdce            | Adam Davidson       | Dustin Thomason                                                 | 1. dubna 2009   | 25. dubna 2010  | 1APW08        |
| 9            | 9         | Life Is Priceless | Bezcenný život           | Clark Johnson       | Dustin Thomason                                                 | 8. dubna 2009   | 2. května 2010  | 1APW02        |
| 10           | 10        | Better Half       | Nelehká volba            | Karen Gaviola       | Ilana Bar-Din Giannini a Josh Singer                            | 22. dubna 2009  | 9. května 2010  | 1APW10        |
| 11           | 11        | Undercover        | Tajný agent              | Seith Mann          | Tom Szentgyorgyi                                                | 29. dubna 2009  | 16. května 2010 | 1APW09        |
| 12           | 12        | Blinded           | Nevidět zločin           | Milan Cheylov       | Elizabeth Craft a Sarah Fain                                    | 6. května 2009  | 23. května 2010 | 1APW11        |
| 13           | 13        | Sacrifice         | Nevinné oběti            | Adam Davidson       | Josh Singer a Dustin Thomason                                   | 13. května 2009 | 30. května 2010 | 1APW12        |

### Druhá řada (2009–2010)
| Č. v seriálu | Č. v řadě | Původní název         | Český název           | Režie               | Scénář                            | Premiéra v USA     | Premiéra v ČR     | Produkční kód |
| ------------ | --------- | --------------------- | --------------------- | ------------------- | --------------------------------- | ------------------ | ----------------- | ------------- |
| 14           | 1         | The Core of It        | Jádro případu         | Dan Sackheim        | Elizabeth Craft a Sarah Fain      | 28. září 2009      | 9. května 2011    | 2APW01        |
| 15           | 2         | Truth or Consequences | Co přinese pravda     | Michael Offer       | Nick Santora                      | 5. října 2009      | 16. května 2011   | 2APW03        |
| 16           | 3         | Control Factor        | Důvěřuj, ale prověřuj | James Hayman        | Sharon Lee Watson                 | 12. října 2009     | 23. května 2011   | 2APW04        |
| 17           | 4         | Honey                 | Miláček               | Timothy Busfield    | Matt Olmstead                     | 19. října 2009     | 30. května 2011   | 2APW02        |
| 18           | 5         | Grievous Bodily Harm  | Temná minulost        | Eric Laneuville     | Alexander Cary                    | 26. října 2009     | 6. června 2011    | 2APW05        |
| 19           | 6         | Lack of Candor        | Tajnosti              | Terrence O'Hara     | T.J. Brady a Rasheed Newson       | 9. listopadu 2009  | 13. června 2011   | 2APW07        |
| 20           | 7         | Black Friday          | Černý pátek           | Dan Sackheim        | Ethan Drogin a Heather Thomason   | 16. listopadu 2009 | 20. června 2011   | 2APW08        |
| 21           | 8         | Secret Santa          | Vánoční mise          | Michael Zinberg     | Alexander Cary                    | 23. listopadu 2009 | 27. června 2011   | 2APW09        |
| 22           | 9         | Fold Equity           | Dobrý odhad           | Elodie Keene        | Sarah Fain a Elizabeth Craft      | 30. listopadu 2009 | 4. července 2011  | 2APW06        |
| 23           | 10        | Tractor Man           | Traktorista           | Vahan Moosekian     | Tim Clemente                      | 14. prosince 2009  | 11. července 2011 | 2APW10        |
| 24           | 11        | Beat the Devil        | Duel s ďáblem         | Vahan Moosekian     | David Ehrman a Ethan Drogin       | 7. června 2010     | 18. července 2011 | 2APW21        |
| 25           | 12        | Sweet Sixteen         | Staré rány            | Dan Sackheim        | Alexander Cary                    | 14. června 2010    | 25. července 2011 | 2APW15        |
| 26           | 13        | The Whole Truth       | Čistá pravda          | James Whitmore, Jr. | Ethan Drogin                      | 21. června 2010    | 1. srpna 2011     | 2APW11        |
| 27           | 14        | React to Contact      | Trauma                | Michael Zinberg     | Daniel Voll                       | 28. června 2010    | 8. srpna 2011     | 2APW20        |
| 28           | 15        | Teacher and Pupils    | Čtení z nehybné tváře | Roxann Dawson       | Kevin Townsley a Nick Santora     | 12. července 2010  | 15. srpna 2011    | 2APW13        |
| 29           | 16        | Delinquent            | Mladí delikventi      | Michael Zinberg     | Elizabeth Craft a Sarah Fain      | 19. července 2010  | 22. srpna 2011    | 2APW14        |
| 30           | 17        | Bullet Bump           | Dobře mířená kulka    | James Hayman        | T.J. Brady a Rasheed Newson       | 26. července 2010  | 29. srpna 2011    | 2APW16        |
| 31           | 18        | Headlock              | Ilegální zápas        | Michael Offer       | Sharon Lee Watson a Jameal Turner | 2. srpna 2010      | 5. září 2011      | 2APW18        |
| 32           | 19        | Pied Piper            | Krysař                | Paul McCrane        | Sharon Lee Watson                 | 16. srpna 2010     | 12. září 2011     | 2APW12        |
| 33           | 20        | Exposed               | Odhalený              | Terrence O'Hara     | David Graziano                    | 23. srpna 2010     | 26. září 2011     | 2APW19        |
| 34           | 21        | Darkness and Light    | Tma a světlo          | Lesli Linka Glatter | Matt Olmstead a Heather Thomason  | 30. srpna 2010     | 3. října 2011     | 2APW17        |
| 35           | 22        | Black and White       | Černá a bílá          | Daniel Sackheim     | Alexander Cary a Kevin Townsley   | 13. září 2010      | 10. října 2011    | 2APW22        |

### Třetí řada (2010–2011)
| Č. v seriálu | Č. v řadě | Původní název     | Český název       | Režie             | Scénář                                    | Premiéra v USA     | Premiéra v ČR      | Produkční kód |
| ------------ | --------- | ----------------- | ----------------- | ----------------- | ----------------------------------------- | ------------------ | ------------------ | ------------- |
| 36           | 1         | In the Red        | Poslední splátka  | Daniel Sackheim   | Alexander Cary a David Graziano           | 4. října 2010      | 17. října 2011     | 3APW01        |
| 37           | 2         | The Royal We      | Plural majesticus | Michael Zinberg   | David Ehrman                              | 11. října 2010     | 24. října 2011     | 3APW02        |
| 38           | 3         | Dirty Loyal       | Špinavá lojalita  | Michelle MacLaren | Kevin Fox                                 | 18. října 2010     | 31. října 2011     | 3APW03        |
| 39           | 4         | Double Blind      | Dvojí hra         | David Platt       | Dailyn Rodriguez                          | 25. října 2010     | 7. listopadu 2011  | 3APW05        |
| 40           | 5         | The Canary's Song | Pokusný králík    | Seith Mann        | Samantha Howard Corbin                    | 8. listopadu 2010  | 14. listopadu 2011 | 3APW06        |
| 41           | 6         | Beyond Belief     | Věřte, nevěřte    | Emile Levisetti   | Timothy J. Lea                            | 15. listopadu 2010 | 21. listopadu 2011 | 3APW07        |
| 42           | 7         | Veronica          | Veronika          | Michael Nankin    | Ethan Drogin                              | 22. listopadu 2010 | 28. listopadu 2011 | 3APW04        |
| 43           | 8         | Smoked            | Podraz            | Kate Woods        | David Slack                               | 29. listopadu 2010 | 5. prosince 2011   | 3APW08        |
| 44           | 9         | Funhouse          | Ústav             | Daniel Sackheim   | Jameal Turner                             | 10. ledna 2011     | 12. prosince 2011  | 3APW09        |
| 45           | 10        | Rebound           | Skvělá partie     | John Polson       | David Ehrman a Kevin Fox                  | 10. ledna 2011     | 19. prosince 2011  | 3APW10        |
| 46           | 11        | Saved             | Záchranářka       | Michael Offer     | Samantha Corbin-Miller a Dailyn Rodriguez | 17. ledna 2011     | 2. ledna 2012      | 3APW11        |
| 47           | 12        | Gone              | Ztracené dítě     | Adam Arkin        | Timothy J. Lea                            | 24. ledna 2011     | 9. ledna 2012      | 3APW12        |
| 48           | 13        | Killer App        | Vražedný program  | Vahan Moosekian   | David Slack                               | 31. ledna 2011     | 16. ledna 2012     | 3APW13        |